# Thị
Thị is de tweede naam die in Vietnam gegeven wordt aan de dochter. De volledige naam bestaat vaak dus uit familienaam Thị voornamen. Met de naam Thị kan men dus zien, dat het om een vrouw gaat. De betekenis van de naam is poëzie.